# Jagüey Grande
Jagüey Grande, normalerweise einfach als Jagüey (Aussprache: xaˈɣwej) bezeichnet, ist eine Stadt und ein Municipio in der Provinz Matanzas in Kuba. Das Gebiet befindet sich im südlichen Zentrum der Provinz, östlich der Zapata-Halbinsel. Seinen Namen verdankt der Ort einem großen Baum aus der Familie des Ficus citrifolia, lokal Jagüey genannt, der an dieser Stelle stand.

## Söhne und Töchter der Stadt
- Mario García Menocal (1866–1941), Politiker und von 1913 bis 1921 dritter Präsident Kubas
- Jaime Ortega (1936–2019), Kardinal und Erzbischof von Havanna
- Jesús Gómez Cairo (1949–2023), kubanischer Musikwissenschaftler und -pädagoge